# Třída Luleå
Třída Luleå je perspektivní třída korvet švédského námořnictva. Celkem je plánována stavba čtyř jednotek této třídy. Plavidla má námořnictvo získat po roce 2030.

## Stavba
V roce 2020 švédské ministerstvo obrany odsouhlasilo plán na stavbu čtyř nových korvet a čtyř přístavních remorkérů. Korvetám byla přidělena jména měst na švédském pobřeží: Luleå, Norrköping, Trelleborg a Halmstad. Vývojem plavidel byla roku 2021 pověřena loděnice Saab Kockums. V roce 2024 probíhal vývoj plavidel a podrobnosti o jejich konstrukci, vybavení a výzbroji ještě nebyly upřesněny.